# Renate Groenewold

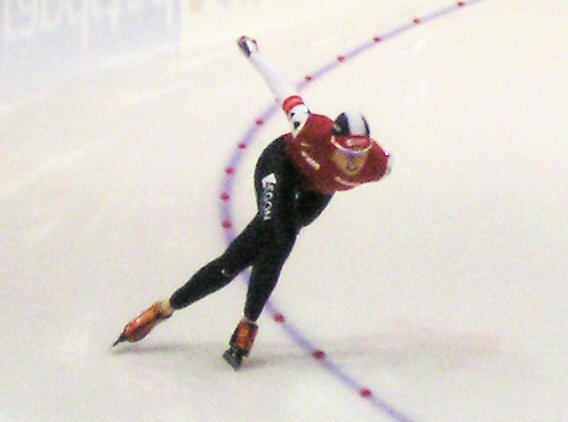
Groenewold beim Weltcup in Heerenveen im März 2006

Renate Groenewold (* 8. Oktober 1976 in Veendam) ist eine niederländische Eisschnellläuferin.
Bei den Olympischen Winterspielen 2002 in Salt Lake City gewann sie die Silbermedaille über 3000 m.
Bei der Mehrkampfweltmeisterschaft 2004 im norwegischen Hamar gewann sie überraschend den Titel.
Mit 4:03,48 Minuten konnte sie ihren 3000-m-Erfolg von Salt Lake City bei den Olympischen Winterspielen 2006 in Turin wiederholen.